# ریچوان هولمس
ریچوان هولمس (انگلیسی: Richaun Holmes؛ زادهٔ ۱۵ اکتبر ۱۹۹۳) یک بازیکن بسکتبال اهل ایالات متحده آمریکا است.
از باشگاه‌هایی که در آن بازی کرده‌است می‌توان به فیلادلفیا سونتی‌سیکسرز اشاره کرد.